# Hall of Fame for Great Americans

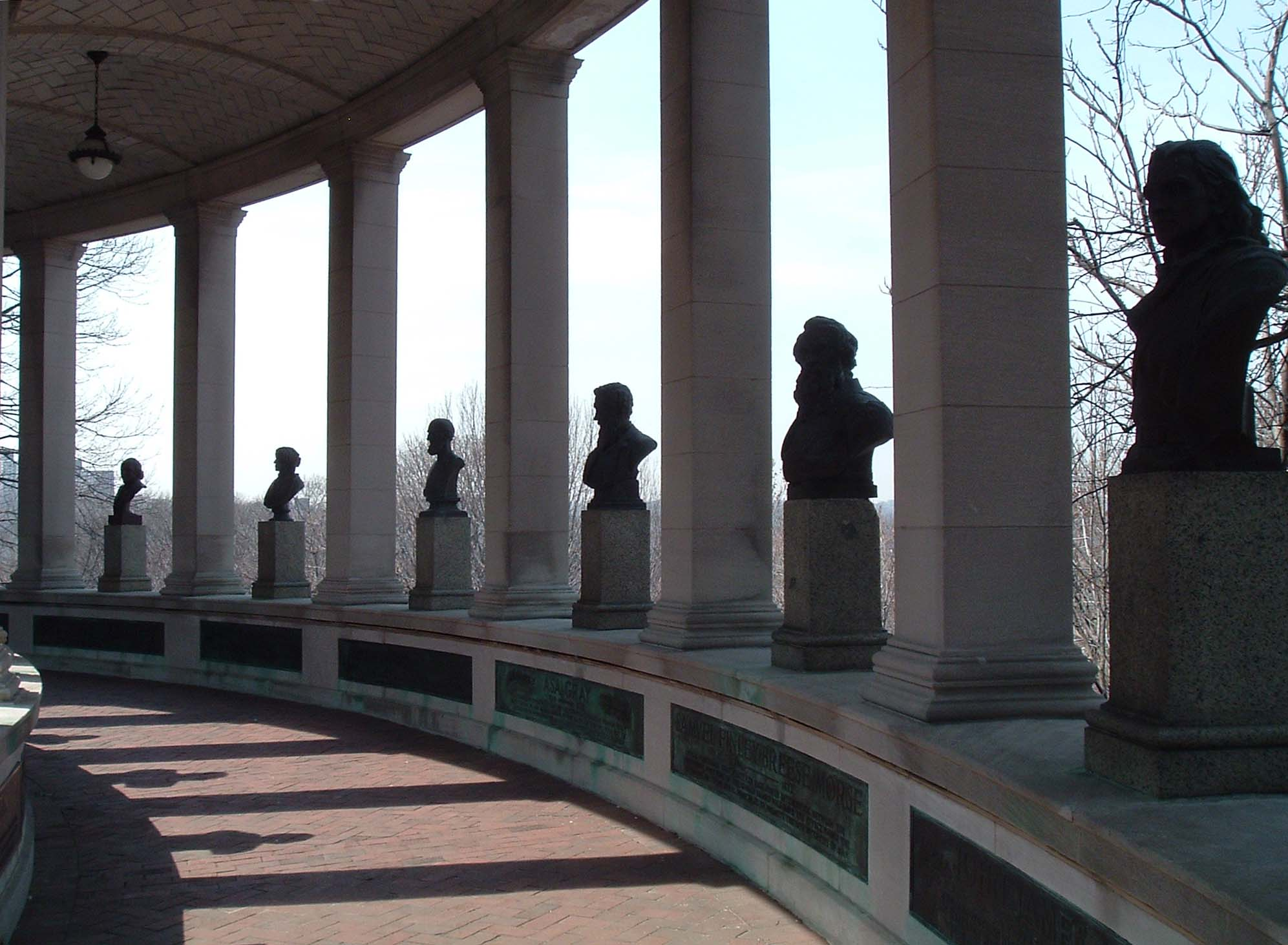
Teilansicht der Hall of Fame for Great Americans

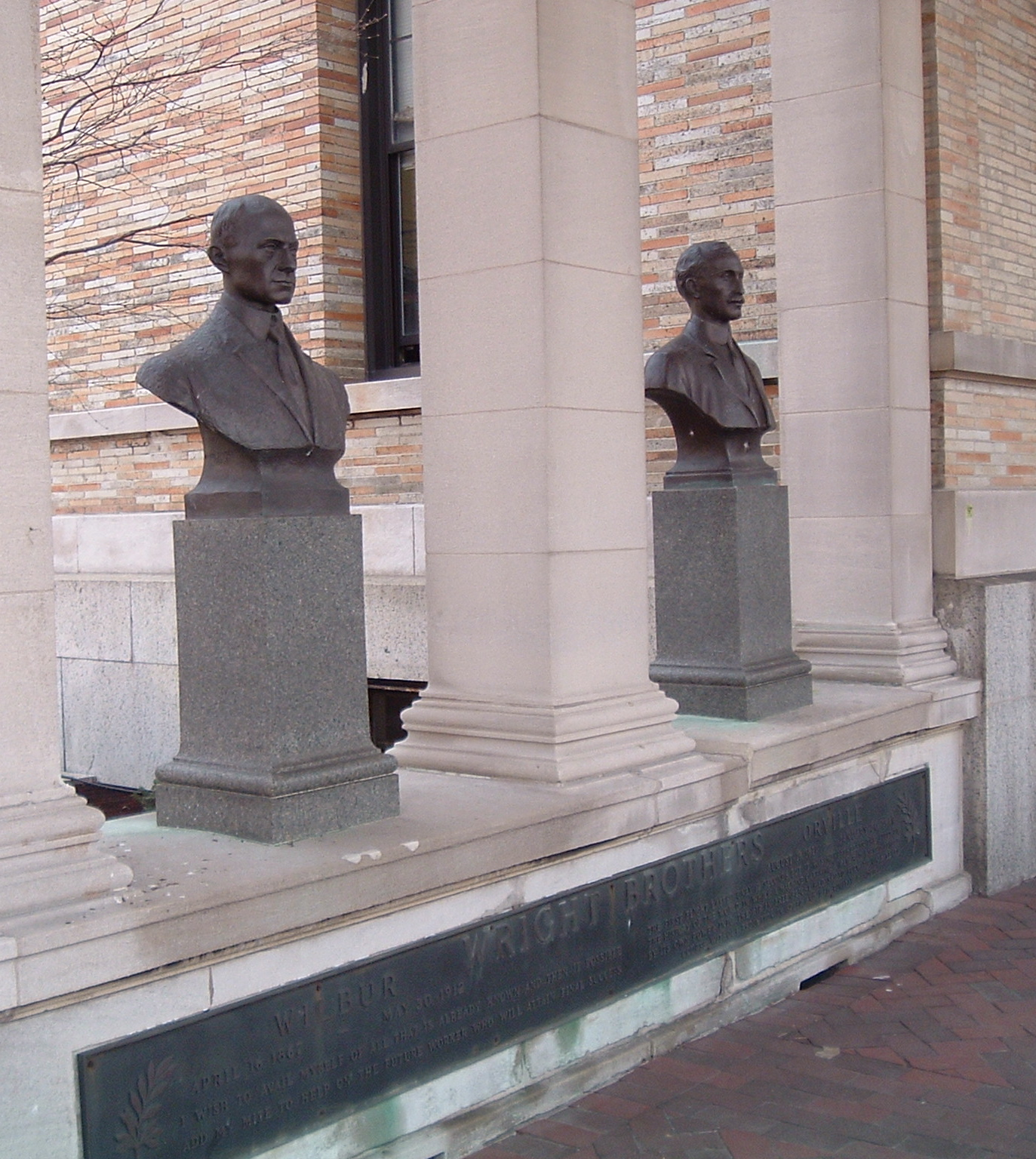
Die Büsten von Orville Wright und Wilbur Wright.

Die Hall of Fame for Great Americans (Ruhmeshalle für große Amerikaner) ist eine Ruhmeshalle in New York City.

## Lage
Die Hall of Fame for Great Americans befindet sich im New Yorker Stadtbezirk Bronx, auf dem Gelände des Bronx Community College der City University of New York. Ihr Standort ist der Gipfel eines Höhenzugs, der den Stadtteil University Heights überragt und der ursprünglich Teil des Campus der New York University war.

## Ursprünge
Die Ruhmeshalle wurde am 30. Mai 1901 eingeweiht. Sie war ein Projekt von Henry Mitchell MacCracken, dem damaligen Kanzler der Universität, der auf diese Weise besonders verdienstvolle Bürger der USA angemessen ehren und in das Bewusstsein der Öffentlichkeit bringen wollte. Es handelte sich hierbei um die erste Ruhmeshalle der Vereinigten Staaten. Das aufwendige Bauwerk wurde von der Philanthropin Helen Miller Shepard gestiftet.

## Konzept und Architektur
Die Ruhmeshalle, erbaut vom Architekten Stanford White, ist in Form einer geschwungenen 192 Meter langen neoklassizistischen Kolonnade unter freiem Himmel angelegt.
Die Zwischenräume zwischen den Säulen bieten Platz für die Aufstellung von insgesamt 102 bronzenen Porträt-Büsten auf Postamenten. Unterhalb jedes Denkmals ist eine Bronzeplakette angebracht, die den Namen des Dargestellten, wichtige biographische Daten, herausragende Leistungen und denkwürdige Zitate nennt. Jede der Büsten musste eigens für die Ruhmeshalle geschaffen werden und durfte für einen Zeitraum von 50 Jahren nach ihrer Aufstellung nicht kopiert werden.

## Auswahlkriterien
Um für eine Aufnahme in die Ruhmeshalle nominiert werden zu können, musste die betreffende Person US-Bürger durch Geburt oder – seit 1914 – Einbürgerung sein, mindestens 25 Jahre zuvor verstorben sein (von 1900 bis 1920 betrug diese Zeitspanne nur 10 Jahre) und einen bedeutenden Beitrag zu Wirtschaft, Politik oder Kultur der USA geleistet haben.
Jeder Bürger der Vereinigten Staaten konnte Kandidaten zur Nominierung vorschlagen. Die Auswahl wurde alle fünf Jahre (nach 1970 alle drei Jahre) durch Abstimmung von einem Wahlgremium, bestehend aus prominenten Vertretern aller Bundesstaaten, getroffen. Zur Aufnahme reichte ursprünglich eine einfache Mehrheit; in den Jahren 1925 bis 1940 war eine drei-Fünftel-Mehrheit notwendig, danach kehrte man zum ursprünglichen Wahlmodus zurück. 1976 wurde die Mehrheitswahl durch ein Punktesystem abgelöst.
Nur zwei Personen, Constance Fenimore Woolson (nominiert 1900) und Orville Wright (aufgenommen 1965), wurden ausnahmsweise vorzeitig zur Abstimmung zugelassen, da sie erst sechs beziehungsweise 17 Jahre tot waren.

## Heutige Situation
In den ersten Jahrzehnten ihres Bestehens galt die Ruhmeshalle als wichtige New Yorker Sehenswürdigkeit und Ort von nationaler Bedeutung. Die Aufnahme in die Reihen der dort Geehrten wurde als gewichtiger Akt und herausragende Würdigung angesehen.
Die Anziehungskraft und Bedeutung der Hall of Fame schwanden jedoch im Laufe der Jahre; die Einrichtung geriet in Vergessenheit, und die privaten Spenden, aus denen sie sich finanzierte, da der Eintritt kostenlos war, versiegten.
1973 zog die Universität auf einen neuen Campus um; das Gelände, und mit ihm das Bauwerk der Ruhmeshalle, wurde vom Staat New York übernommen. Die durch Vernachlässigung in Verfall begriffenen Kolonnaden wurden in den späten 1970er Jahren mit öffentlichen Mitteln für drei Millionen Dollar renoviert; in der Folgezeit wurden weitere 200.000 Dollar für die Restaurierung der zum Teil erheblich verwitterten Büsten aufgebracht.
Da die Geldmittel der Hall of Fame durch das Ausbleiben von Spenden erschöpft sind, konnten seit 1976 keine neuen Versammlungen des Wahlgremiums mehr organisiert werden. Von den 102 Geehrten sind nur 98 durch Büsten vertreten, da es nicht gelang, Denkmäler für die in den 70er Jahren zuletzt Aufgenommenen zu finanzieren.

## Mitglieder der Hall of Fame for Great Americans
Die Geehrten in der Reihenfolge ihrer Aufnahme in die Ruhmeshalle:
| - George Washington - Abraham Lincoln - Daniel Webster - Benjamin Franklin - Ulysses S. Grant - John Marshall - Thomas Jefferson - Ralph Waldo Emerson - Robert Fulton - Henry Wadsworth Longfellow - Washington Irving - Jonathan Edwards - Samuel F. B. Morse - David G. Farragut - Henry Clay - George Peabody - Nathaniel Hawthorne - Peter Cooper - Eli Whitney - Robert Edward Lee - Horace Mann - John James Audubon - James Kent - Henry Ward Beecher - Joseph Story - John Adams - William Ellery Channing - Gilbert Stuart - Asa Gray - John Quincy Adams - James Russell Lowell - Mary Lyon - William T. Sherman - James Madison - John Greenleaf Whittier - Emma Willard - Maria Mitchell - Harriet Beecher Stowe - Oliver Wendell Holmes, Sr. - Edgar Allan Poe - James Fenimore Cooper - Phillips Brooks - William Cullen Bryant - Frances E. Willard - Andrew Jackson - George Bancroft - John Lothrop Motley - Alexander Hamilton - Mark Hopkins - Francis Parkman - Louis Agassiz | - Elias Howe - Joseph Henry - Charlotte Saunders Cushman - Rufus Choate - Daniel Boone - William Thomas Green Morton - Samuel Langhorne Clemens - Augustus Saint-Gaudens - Roger Williams - Patrick Henry - Alice Freeman Palmer - James Buchanan Eads - Edwin Booth - John Paul Jones - James McNeill Whistler - James Monroe - Matthew Fontaine Maury - Walt Whitman - William Penn - Simon Newcomb - Grover Cleveland - Stephen Foster - Booker T. Washington - Thomas Paine - Walter Reed - Sidney Lanier - William C. Gorgas - Woodrow Wilson - Susan B. Anthony - Alexander Graham Bell - Theodore Roosevelt - Josiah Gibbs - Wilbur Wright - Thomas J. Jackson - George Westinghouse - Thomas Alva Edison - Henry David Thoreau - Edward MacDowell - Jane Addams - Oliver Wendell Holmes, Jr. - Sylvanus Thayer - Orville Wright - Albert A. Michelson - Lillian Wald - George Washington Carver - Louis D. Brandeis - Franklin D. Roosevelt - John Philip Sousa - Clara Barton - Luther Burbank - Andrew Carnegie |

Die drei zuletzt in die Hall of Fame aufgenommenen Personen sowie Louis D. Brandeis sind nicht durch Büsten vertreten.